# شارولتا کواچ
شارولتا کواچ (مجاری: Kovács Sarolta؛ زادهٔ ۱۲ مارس ۱۹۹۱) ورزشکار پنج‌گانه مدرن اهل مجارستان است.
وی در مسابقات کشوری و بین‌المللی در مجموع برندهٔ ۵ مدال طلا، ۴ مدال نقره، ۴ مدال برنز شده‌است.
در سال 2016 با وجود اینکه بیشتر فصل رقابت را به دلیل مصدومیت از دست داده بود برنده مسابقات جهانی UIPM شد. مسابقات قهرمانی در مسکو برگزار شد، جایی که او قبلاً نقره قهرمانی جهان را در سال 2011 کسب کرده بود.